# Рауцени (Сучава)
Рауцени (рум. Răuțeni) насеље је у Румунији у округу Сучава у општини Замостеа. Oпштина се налази на надморској висини од 312 m.

## Становништво
Према подацима из 2002. године у насељу је живело 109 становника, од којих су сви румунске националности.